# Icon (musikalbum av Benighted)
Icon är det franska brutal death metal-bandet Benighteds femte studioalbum, utgivet i oktober 2007 på Osmose Productions.
Trummisen Kevin Foley var ny i bandet.

## Låtlista
1. "Complete Exsanguination" – 0:26
2. "Slut" – 3:00
3. "Grind Wit" – 3:39
4. "Saw It All" – 3:54
5. "Forsaken" – 3:30
6. "Smile Then Bleed" – 3:38
7. "Pledge of Retaliation" – 3:03
8. "Icon" – 4:18
9. "Human Circles" – 3:49
10. "Invoxhate" – 3:28
11. "The Underneath" – 3:01
12. "Blindfolded Centuries" – 3:21

## Medverkande
Musiker
- Julien Truchan – sång
- Olivier Gabriel – gitarr
- Liem N'Guyen – gitarr
- Eric Lombard – basgitarr
- Kevin Foley – trummor

Bidragande musiker
- Karsten Jäger – sång
- Piloophaz – sång
- Nadine – spoken word

Produktion
- Kristian Kohlmannslehner – producent, inspelningstekniker, mixning
- Kai Stahlenberg – inspelningstekniker, mastering
- Jose Luis Rey Sanchez – albumkonst, layout
- Philippe Marjollet – foto